# Saniculeae
Saniculeae es una tribu de plantas con flores de la familia Apiaceae.

## Géneros
Según NCBI
- Actinolema
- Alepidea
- Arctopus
- Astrantia
- Eryngium
- Hacquetia
- Petagnaea
- Sanicula